# Харлингерланд

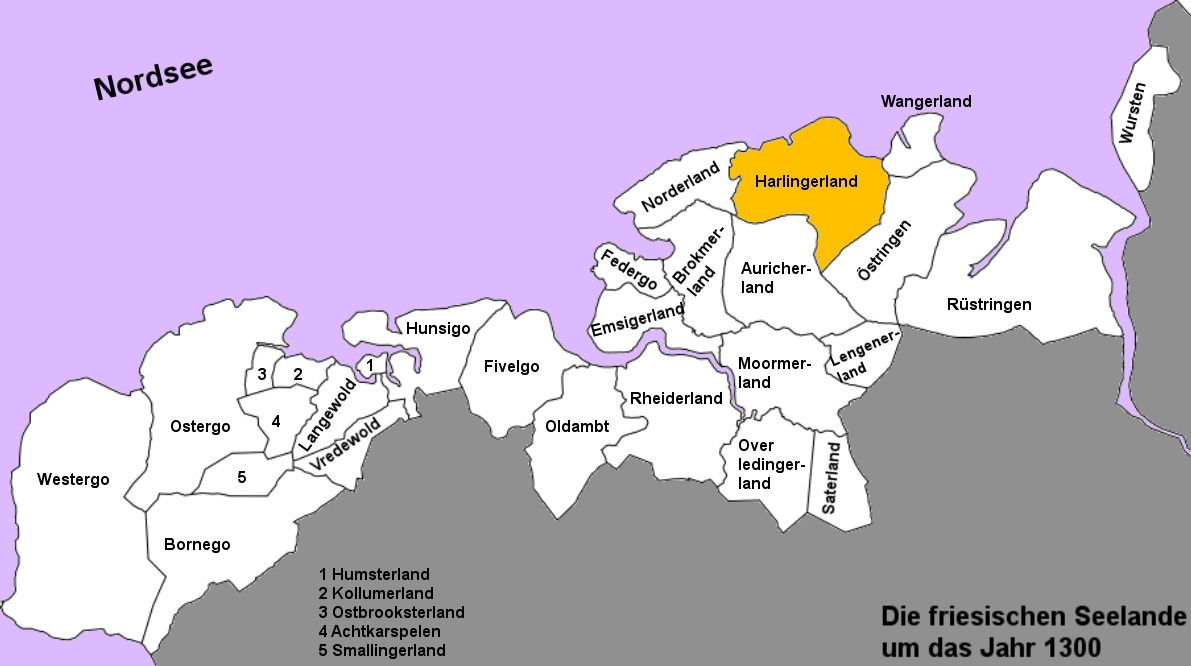
Харлингерланд около 1300 года

Харлингерланд — это историческая область, расположенная на побережье Северного моря в Восточной Фризии. Хотя в настоящее время Харлингерландом обычно называют весь район Виттмунд, исторически только северная часть нынешнего района формировала старую фризскую землю с таким названием. К ней, прежде всего, относятся районы вокруг Эзенса и Виттмунда. Территория вокруг Фридебурга в то время принадлежала фризской земле Эстринген.
Для многих жителей Харлингерланда разговорным языком является восточнофризский диалект в его харлингерском варианте, который немного отличается от таковых в остальной части Восточной Фризии. Старый восточнофризский язык имел хождение в Харлингерланде дольше, чем в большинстве других восточнофризских регионов. Местная газета Харлингерланда, Anzeiger für Harlingerland, печатается в Виттмунде. Неофициальной столицей однако был Эзенс.

## Происхождение названия
Название Харлингерленд происходит от залива Харлебухт (нем. Harlebucht — залив Харле), который к настоящему времени почти полностью заполнен сельскохозяйственными угодьями в результате серии проектов строительства дамб, реализованных за последние несколько столетий, начиная с 1545 года и заканчивая XX веком. Раньше Харлебухт простирался вглубь страны к востоку от Вердума, к северу от Виттмунда и Евера. Харлезиль, Харлингерзиль и Нойхарлингерзиль берут свое название из этого же источника.

## История
Харлингерланд занимает особое место в истории Восточной Фризии. Во времена Семи приморских земель этот район был известен как Херлого и, вероятно, был образован примерно в середине XI века из частей старых гау Нордвиду и Ванга. Как политическое образование Харлингерланд появляется с 1237 года, хотя харлингеры уже до этого были вовлечены во внутренние фризские конфликты.
После того, как вождь Зибет Аттена объединил владения Эзенс, Виттмунд и Штедесдорф в 1454-1455 гг., объединённый Харлингерланд долгое время сохранял свою независимость после времён Фризской свободы и правления хофтлингов. Если изначально это происходило в условиях мирного сосуществования с графами Восточной Фризии, вскоре возникли конфликты с Кирксенами, правителями Восточной Фризии. В частности, хофтлинги Харлингерланда Херо Омкенс и его сын Бальтазар фон Эзенс были крайне противоречивыми фигурами.
Когда в 1530 году граф Энно II  военным путём захватил Харлингерланд, Бальтазар бежал в графство Ритберг, с правящим домом которого он был связан семейными узами. Оттуда он попал к герцогу Карлу Гелдернскому. Это помогло ему в 1531 года во время Гелдернской войны вернуть Харлингерланд. Однако Бальтазар поставил свою страну под сюзеренитет Гелдерна. Из-за этого Харлингерланд потерял независимость.
После смерти Бальтазара в 1540 году Харлингерланд перешел к графам Ритбергским, поскольку у Бальтазара не было детей, но его сестра Онна была замужем за графом Ритбергским. Их сын, граф Иоганн II фон Ритберг, развязал ещё один конфликт с Восточной Фризией. В последующие годы конфликт между Харлингерландом и Восточной Фризией утих. Граф Энно III даже женился на наследнице семьи Ритбергов. Однако от этого недолгого брака остались только две дочери, которые должны были стать наследниками Харлингерланда. Но после того, как мужская линия Ритбергов пресеклась, Энно достиг соглашения со своими дочерьми в 1600 году: Энно получил Харлингерланд, его дочери - графство Ритберг и финансовую компенсацию.
С 1600 года Харлингерланд принадлежал Восточной Фризии, хотя во многих отношениях он всё ещё имел особый юридический статус. Даже не владея территорией, правители Ритберга по-прежнему носили титул «правители Эзенса, Штедесдорфа и Виттмунда» — поскольку восточнофризским графам и князьям также разрешалось называть себя «графами Ритберга». Эти титулы сохранялись до тех пор, пока австрийско-моравская династия Кауниц-Ритберг, потомки ритбергских Кирксен, не исчезла в 1845 году.